# Bryocodia poasina
Bryocodia poasina là một loài bướm đêm trong họ Noctuidae.